# タワー オブ アイオン
『タワー オブ アイオン』（英: The Tower of AION 原題: Aion: The Tower of Eternity）は、韓国のNCSOFTが開発・運営するMMORPG。日本ではエヌ・シー・ジャパンが運営している。略称はアイオン (AION) 。キャッチコピーはスタイリッシュMMORPG（2010年7月以前は『完成型MMORPG』）。

## 概要
天族と魔族という2つの種族が陣営間で争う図式で展開される戦争型オンラインゲームである。さまざまな職とスキル、アイテムを駆使してお互いの陣営を攻撃しPvP（Player vs. Player）を行うことが可能であり、また、羽がモチーフとなっておりキャラクターは空中を飛行することが出来るほか、鳥、獣などへの変身も可能である。
ワールド数は9つあり、2009年8月時点で1つのワールド内人数が4,000人を超えることも珍しくなかった。しかし、各サーバーに於ける人口比の問題（後述）から、2010年7月27日付けで4つのサーバーが別のサーバーに吸収・統合され、現在は5つである。

## ゲームシステム
天族と魔族との間でキャラクターの育成について大差はなく、ゲームバランスの面では双方平等に設定されており（但し、スキル等の能力面で若干の差別化は図られている）、キャラクターのレベルが10・20・25・30の各レベルに成長した時点でプレイ出来る内容に大きな変化が訪れる仕様となっている。
PvPは、時折出現する「時空の亀裂」を通じて天族と魔族お互いのマップにテレポート移動する他では、後述のアビスや、Episode1.5で導入された「激戦地ドレドギオン」などで行うことが出来る。

### アビス
アビスは天族と魔族の2種族が種族間抗争 (RvR(Realm vs. Realm)) を行うために存在する世界であり、3層に重なったマップがテレポートNPCで繋がった形で存在している。通常の街があるマップから移動するためには、両種族ともお互いのマップ内に3箇所存在する専用空中通路を通過して移動する。
空中移動
アビスではマップ内全域で飛行することが可能で、高速飛行中の三次元の空中戦闘を行うことが可能となっている。
龍族
龍族は天族、魔族に対抗する第3の勢力。
要塞戦
アビスに複数存在する要塞。最初は龍族が守っているがこれらを討伐することによりインスタントダンジョンが開放される。
そのインスタントダンジョンでは対人用装備と交換できるアビスポイントの獲得ができ、その権利を巡って実装当初は天族と魔族で大規模な戦闘が行われた。
その数はおよそ500人対400人にもなった。
龍界
龍族は天族、魔族に対抗する第3の勢力。

## 課金
アイオンでは課金が時間従量制と日数内無制限制の2つに分かれている。30日間で接続可能時間100 - 300時間までの従量制課金と、最大90日間中接続無制限の2種類、従量制課金は100時間と300時間の2種類が選べる。このうち、予約決済という形で決済可能なのは90日間無制限の方で、従量制課金では予約決済は出来ない。
決済は全てplayncサービス共通のカイモ決済で行われる。

## 問題点
規約違反行為
全般にRMTに関与するプレイヤーが非常に多い。
規約違反行為へのNCJの対応として、継続的なアカウント剥奪措置を行っていることを発表しているが、4Gamer.netによれば「フリーアカウントで作成したと思われるキャラクターが、広域チャットでRMTサイトの宣伝を堂々と連呼している」と説明されているほか、ワールド内で数多く見かけるBOTについても警鐘を鳴らしている。
2010年1月19日には公式ニュースにて、山口県周南警察署および山口県警察本部生活安全企画課が、海外からのサーバ接続を禁じているNCJに対して、自作のIP中継サーバを経由することにより中国からのIP接続中継を33,233回に渡って繰り返していた被疑者を、偽計業務妨害・電気通信事業法違反の疑いとして逮捕したことを発表した。
人数比
オープンベータテスト以降、日本人の国民性から天族へキャラクターを作成するプレイヤーが集中したことにより、2009年8月12日時点では全ワールドで天族のみがキャラクター作成制限を掛けられていた。4Gamer.netの記事では「一時的なものかとは思う」とした上で、「AIONのPvPは単純に数が多いほうが勝つ、といった単純なシステムではない。大事なのはキャラクターのレベルとテクニック、そして何よりもチームワーク」と紹介されている。その後もサーバー統合や断続的ながら制限解除と再制限を繰り返されてきているが、前述の現状から未だ解決に到っていないのが現状である。

## 沿革
2009年
- 4月16日、東京都六本木の東京ミッドタウンで発表会が行われ、ベータテスト日程の発表のほか、開発者インタビューなどが行われた[2]。
- 5月30日には、東京と大阪で「先行体験イベント」が行われ、事前応募によって選ばれた80名のユーザが体験プレイを行った[7]。
- 6月12日 - 6月28日の期間でクローズドベータテスト (CBT) が行われた[8][9]。
- 7月7日 - 7月17日の期間でオープンベータサービス (OBT) が行われた[8]。
- 7月17日午前7時より正式サービスが開始[4]。
- 10月13日、「Episode1.5 龍族の侵攻」のアップデートが行われた[10]。

2010年
- 6月15日、「Episode1.9 明日への鼓動」のアップデートが行われた[11]。
- 11月2日、「Episode2.0 新世界」のアップデートが行われた[12]。
- 11月30日、「Episode2.1 黄金時代〜The Golden Age〜」のアップデートが行われた[13]。

2011年
- 5月31日、「Episode2.5 〜光のさす場所へ〜」のアップデートが行われた[14]。

2012年
- 11月20日、『リネージュII』と共に初級・中級レベル（レベル1 - 50）のゲームプレイを大幅無料化・新課金制度を盛り込んだハートフルプライス開始[15]。

## コミカライズ
月刊少年エース2011年9月号（角川書店刊、2011年7月26日発売）より連載開始。作者は伊藤忠征、原案はエヌ・シー・ジャパン、ストーリー協力はハンサムX（冒険企画局）。連載開始に際して、新規7日無料のシリアルナンバー入りのカードが付録となった。10月号にて作者の急病により休載になったが、月刊少年エース2011年12月号にて作者の伊藤の病状の悪化により降板となることが発表され、同号第3話より真辺広史が作画を担当することとなった。月刊少年エース2012年3月号（2012年1月26日発売号）で連載を終了した。全6話。ゲーム内アイテムのシリアルコード付き単行本全1巻が、2012年6月26日発売された。
通常のゲームのコミカライズとは違い、ゲーム世界そのものの漫画化ではなく『タワー オブ アイオン』を始めた初心者プレイヤーの主人公が、ゲームを通じて成長していく姿を描いている。
月刊少年エース2012年4月号（2012年2月25日発売号）から2012年8月号（2012年6月26日発売号）まで真辺広史によるスピンオフ4コママンガ『タワー オブ アイオン＋』の連載された。全5回。